# Mohombi
Pour les articles homonymes, voir Mupondo.
Mohombi, de son vrai nom Mohombi Nzasi Moupondo, né le 17 octobre 1986 à Kinshasa en République démocratique du Congo, est un chanteur, danseur, producteur, compositeur et auteur de pop et de musique africaine suédois d'origine congolaise.

## Biographie
Né d'une mère suédoise et d'un père congolais, Mohombi a 14 frères et sœurs. Élevé en République démocratique du Congo, Mohombi et son frère Djo fuient le pays ravagé par la guerre pour Stockholm, en 1999. Ses parents l'ont régulièrement exposé à des influences musicales variées de telle sorte que dès le début de son enfance, Mohombi a développé sa passion pour la chanson. Il a étudié la musique à Rytmus et au Conservatoire de musique de Stockholm et a fait ses débuts sur scène à 17 ans dans la production suédoise renaissance du culte spectacle Wild Side Story. Il a poursuivi ses études et obtenu une licence en économie. Il parle le suédois, le français, l'anglais, le swahili et le lingala, deux langues de la République démocratique du Congo,.

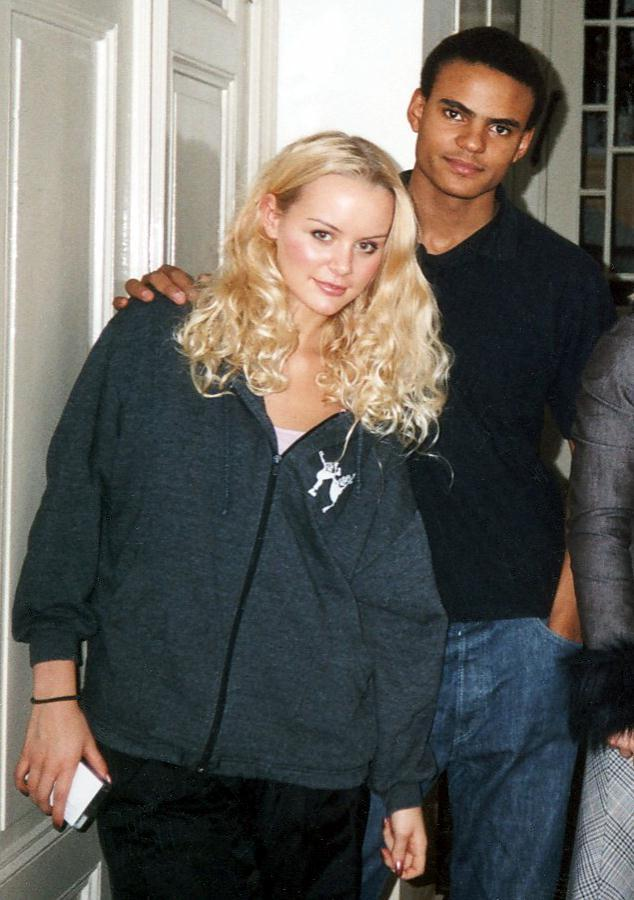
Avec Helena Mattsson après une répétition dans le même ensemble de Wild Side Story en 2002.

À Stockholm, Mohombi et son frère Djo Moupondo, ont formé le groupe Avalon combinant la dancehall et le hip-hop de l'époque avec des influences de musique africaine. De 2004 à 2008, le groupe a vendu plus d'un demi-million de disques.
En 2005, le groupe Avalon a participé au Melodifestivalen et à la course à l'Eurovision.
En 2005 à Linköping en Suède avec la chanson bilingue anglais et français avec une intro en langue Lingala appelée "Big Up", en 2005 le groupe Avalon participe au Show sthlm, un festival annuel de musique organisé au Lava Kulturhuset.
Le 2 juin 2007, ils ont participé à Hoodsfredsfestivalen à Kista. En 2007, le groupe Avalon ont lancé l'album Afro-Viking.
Le groupe Avalon a collaboré avec des artistes auteurs et compositeurs tels que Bob Sinclar, Million Stylez, Mohamed Lamine et Silver Room, Alexander Papadimas et beaucoup d'autres,.
En 2008, Mohombi décide de voler de ses propres ailes et déménage à Los Angeles.
En 2011, il a fait sa première apparition annuelle au MAD Video Music Awards, à Athènes, en Grèce, il a été en duo avec Katerína Stikoúdi, en chantant «Coconut Tree (Coconut Tree" Make Me Stay ").
Mohombi a été invité en juillet 2015 pour représenter la jeunesse de son pays à un sommet organisé par les Nations unies à New York. Il était également  membre du jury de la saison 2015 de Best of the Best all star, le plus grand concours de jeunes talents en République démocratique du Congo.
En 2017, Mohombi lance #AfricaUnited, une plateforme d'artistes africains ayant comme but de promouvoir la musique du continent à travers le monde. Ensemble avec Diamond Platnumz, Franko, Lumino, il joue à la cérémonie d'ouverture de la Coupe d'Afrique des nations.
En 2018, Mohombi co-produit et co-écrit le single « Dinero » de Jennifer Lopez, Dj Khaled et Cardi B.
En 2018, Mohombi a été ambassadeur auprès de l'organisation des Nations unies sur le Programme alimentaire mondial de l'ONU.

## MoveMeant
Sa première parution en tant qu'artiste solo fut dans une collaboration avec le rappeur suédois Lazee sur Do It, qui se classe no 9 des charts suédois. À Los Angeles, Mohombi a été présenté par des amis au producteur RedOne. Le premier single du chanteur, Bumpy Ride, est sorti aux États-Unis en août 2010, et devient un succès planétaire. Mohombi sort Miss Me au Royaume-Uni, ce titre est un duo avec le rappeur américain Nelly. Son troisième single appelé Dirty Situation est sorti en Europe en novembre 2010 en duo avec Akon. Coconut Tree avec Nicole Scherzinger est le quatrième single de son premier album, MoveMeant, sorti en Europe en février 2011. Il existe des versions francophones des singles Bumpy Ride, Dirty Situation et Coconut Tree. En septembre 2011, Mohombi sort un nouveau single, Maraca, uniquement en Suède. La chanson Suave (Kiss Me) (Suavemente) avec Nayer et le rappeur Pitbull sort également la même année et a rencontré un succès à travers le monde. Mohombi travaille également avec Pitbull sur l'album Global Warming: Meltdown, sur le titre Sun in California en collaboration avec le duo DJ/Producteur Robotic Playb4ck.
En Janvier 2012, Mohombi sort le Titre In Your Head de l'Album MoveMeant.

## Universe
En 2014, Mohombi décide de quitter Universal Music et signe avec son propre label La Clique Music, puis sort l'album Universe son deuxième album studio.

## Carrière

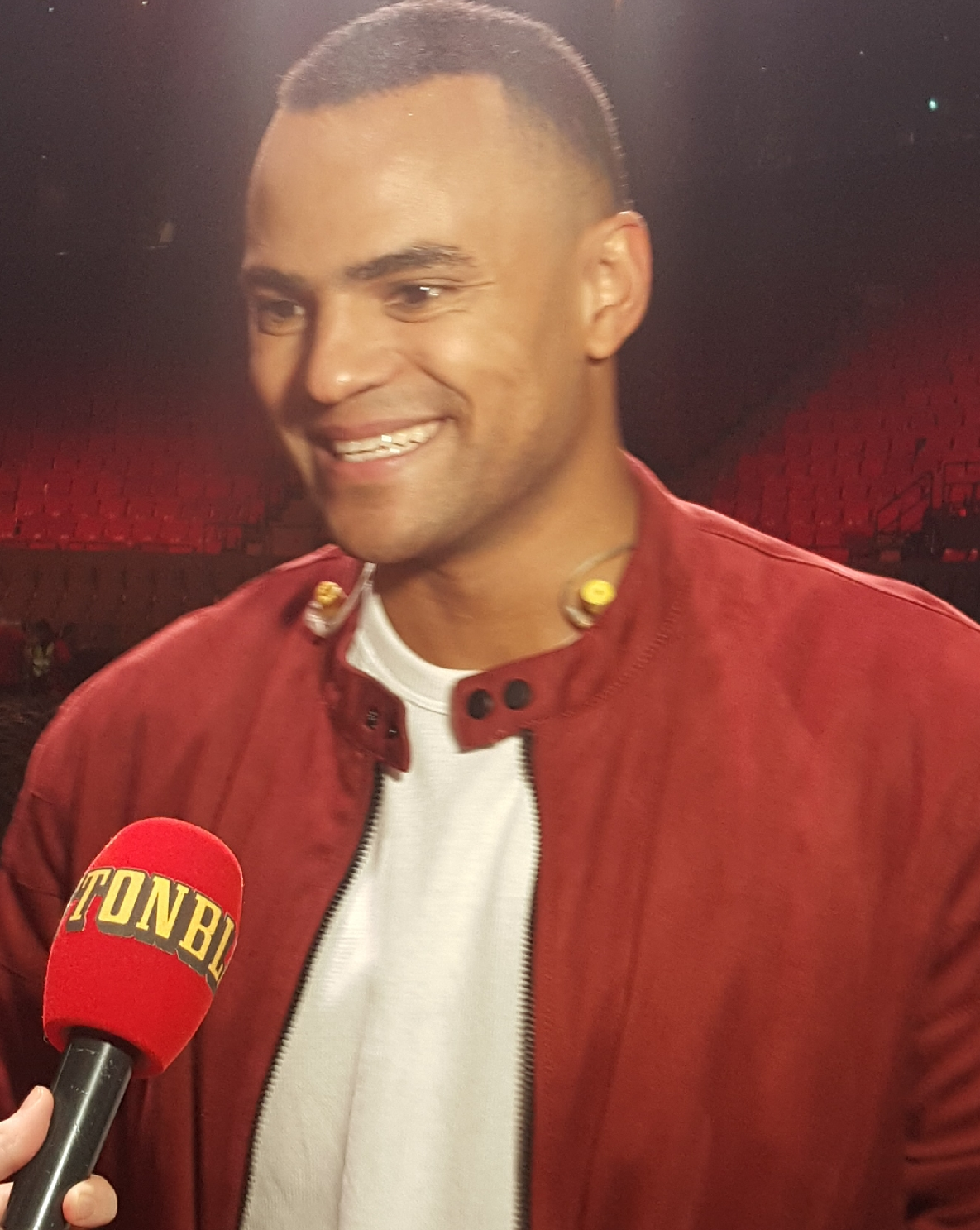

En 2014, Mohombi collabore avec Shaggy sur le titre Habibi (I Need Your Love), Avec Costi Ioniță et Faydee avec une tournée internationale.
En 2015, Mohombi collabore avec Pitbull sur le single Baddest Girl In Town, en featuring avec Wisin.
En 2016, Mohombi collabore avec Joey Montana sur le titre "Picky(Remix)", en featuring avec Akon.
En 2017, Mohombi collabore avec Arash sur le titre Se Fue.
En 2017, Mohombi ouvre sa station de radio, UFM 94.7 diffusée en République démocratique du Congo.
En septembre 2018, Mohombi ouvre sa chaîne de télévision en République démocratique du Congo.
En 2019, Mohombi collabore avec Juan Magán, sur le titre Claro que si, en Featuring avec Yasiris et Hyenas.
En 2019, Mohombi participe au Melodifestivalen 2019 avec la chanson "Hello", où il s'est rendu en finale et finit cinquième sur douze, avec un total de 74 points.
En 2019, Mohombi participe sur le titre Tetema Remix de Rayvanny avec Pitbull, Jeon et Diamond Platnumz).
En 2020, Mohombi participe au Melodifestivalen 2020, avec la chanson "Winners". Il a atteint la finale, dans laquelle il a terminé à la douzième place, marquant un total de 26 points.
En 2020, Mohombi, Collabore avec Klara Hammarström sur le titre The One.
En 2020, la société d'édition de Mohombi met sur pied une application de musique en streaming nommée Muska, laquelle proposera du contenu local et international», révèle-t-il.
Mohombi prévoit de sortir deux albums en 2024. Le premier en janvier 2024, et le deuxième courant 2024.

## Récompenses et Nominations
- En 2002, les prix Kora du meilleur groupe Diaspora Europe-Caraïbes.
- Meilleur acte de l'Europe et des Caraïbes
- Lauréat du KORA All African Music Award 2003.
- Meilleur acte de l'Europe et des Caraïbes
- Nommé aux KORA All African Music Award 2004.
- Melodifestivalen 2005.
- Meilleur artiste / groupe africain. KORA All African Music Award Nommé 2008/2009: 2009-2010.
- 2011: nommé pour les Grammis suédois pour Bumpy Ride.
- 2011: Greek Music Awards Nomination pour Bumpy Ride.
- 2011: MTV Europe Music Awards nommé pour meilleur chanteur Suédois de l'année.
- 2015: Mohombi obtient un Latin Italian Music Awards pour sa participation sur l'album DALE de Pitbull pour meilleur album rythme latin de l'année.
- En 2016: Mohombi obtient un Billboard Latin Music Awards pour sa participation sur l'album Dale de Pitbull pour meilleur album rythme latin de l'année.
- En 2016: Mohombi est nommé aux Grammy Awards (catégorie Meilleur album de musique latine) pour sa collaboration avec Pitbull sur l’album Dale.
- En 2017: Mohombi est nommé aux SFR music awards dans la catégorie Best African Act Awards.
- En 2018: Mohombi est nommé aux Daf Bama Music Awards dans la catégorie Meilleur artiste africain de l'année.
- En 2018: Mohombi est nommé aux Latin Grammy Awards en tant que compositeur sur l'album Vibras de J Balvin.
- En 2019: Mohombi remporte un BMI Award, dans la catégorie Chanson latine contemporaine de l'année, en tant que compositeur sur le titre Mi Gente de J Balvin.
- Melodifestivalen 2019.
- Melodifestivalen 2020.
- En 2020: Mohombi remporte un BMI Award, dans la catégorie Chanson latine contemporaine de l'année, en tant que compositeur sur le titre Dinero de Jennifer Lopez.

## Discographie

### Albums
| MoveMeant                                                        | - Sortie : 28 février 2011 - Label : 2101, Interscope, Cherrytree, Island - Format : CD, digital download | 69 | 79 | 34 | 43 |
| "—" signifie que l'album n'est pas classé ou sorti dans le pays. | |    |    |    |    |

### Duo avec Group Avalon

#### Album
- 2007 : Afro-Viking.

#### Singles
- 2005 : Big Up!.
- 2006 : Mama Africa.
- 2006 : Le Monde Bouge.
- 2007 : Get Down.
- 2007 : Mon Body.
- 2007 : New generation.
- 2007 : Ghetto.
- 2007 : Rotation.
- 2008 : Fukama, (featuring, Million stylez).

### Singles
- 2009 : I love you.
- 2010 : Bumpy Ride.
- 2010 : Bumpy Ride (Version Française).
- 2010 : Bumpy Ride (de Swedish House Mafia), (Remix de Sebastian Ingrosso).
- 2010 : Bumpy Ride (Remix), (featuring, Pitbull).
- 2010 : Dirty Situation. (featuring Akon).
- 2010 : Dirty Situation. (featuring Akon), (Version Française).
- 2010 : Miss Me, (Avec Nelly).
- 2010 : This woman's work.
- 2011 : Letting go.
- 2011 : Coconut Tree, (Avec Nicole Scherzinger).
- 2011 : Coconut Tree, (Version Française), (Avec Nicole Scherzinger).
- 2011 : coconut tree (kane me na meina), (Avec Katerína Stikoúdi).
- 2011 : Say Jambo.
- 2011 : The World Is Dancing.
- 2011 : The Power Of The Cocktail.
- 2011 : Match Made in Heaven.
- 2011 : Sex Your Body.
- 2011 : Do Me Right.
- 2011 : Lovin.
- 2011 : Love in America.
- 2012 : Maraca.
- 2012 : In Your Head.
- 2012 : In Your Head (TJM Afrobeats Mix), (Avec Ice Prince & Sway).
- 2013 : I Don't Wanna Party Without You.
- 2013 : Let her go (Passenger Remix)
- 2014 : Summertime.
- 2014 : Lose It" (feat. Big Ali).
- 2014 : Turn It Up.
- 2014 : Just Like That
- 2014 : Dreamers.
- 2014 : Movin. (featuring, Birdman, KMC (en), Caskey).
- 2014 : Movin. (featuring, Birdman, KMC (en), Caskey). (Version française).
- 2014 : Save me.
- 2014 : Muevelo, Movin (Remix), (Avec Alexis & Fido, KMC (en) & Birdman).
- 2014 : Real Love.
- 2014 : Grown Old With You.
- 2014 : The Sound.
- 2014 : End of the day.
- 2014 : Universe.
- 2015 : Skyscraper.
- 2015 : Mwana Congo.
- 2016 : Infinity.
- 2016 : Do U Feel Like Movin.
- 2016 : Rockonolo (Avec. Lumino).
- 2017 : A l'infini.
- 2017 : Reviens moi.
- 2017 : We on fire, (featuring, D.Kullus).
- 2017 : Come Into My Bed.
- 2017 : Radio.
- 2017 : I Feel Good.
- 2017 : Zonga Mama, (featuring, Fally Ipupa).
- 2018 : Mr loverman.
- 2018 : Mr loverman (Emrah turken floorfilla remix).
- 2019 : Hello.
- 2019 : Hello (Remix), (Feat. Youssou N'Dour).
- 2019 : Rail On (Papa Wemba Tribute).
- 2019 : Ndeko Yako.
- 2019 : Hello (Carnival Brain Remix).
- 2019 : My Love.
- 2019 : I2I (Eye To Eye).
- 2020 : Winners.
- 2020 : Plus Fortes (Mama).
- 2021 : Just Like That, (Avec. Mr P).
- 2023 : Chocola, (Avec. Bayanni, Dawda).
- 2024 : Oh Na Na.
- 2025 : Stuck on You, (Avec. Heaven Sam).

### Collaborations
- 2010 : She Owns The Night, de (Far East Movement).
- 2010 : Like a G6 (RedOne Remix), de (Far East Movement, featuring Dev & The Cataracs).
- 2010 : Do It, de (Lazee).
- 2010 : Do It (Version Francophone), (Avec Lazee).
- 2010 : Hold Yuh (Remix), de (Gyptian & Nicki Minaj & divers artistes).
- 2010 : Sanford & Son, de (Quincy Jones. B.o.B,  T.I., Prince Charlez).
- 2011 : Hula Hoop, de (Stella Mwangi).
- 2011 : Sexy,(Featuring, Les Jumo).
- 2011 : Suavemente, de (Pitbull & Nayer).
- 2012 : Addicted (Remix), (de Ryan Stevenson, DJ Assad, Craig David, Greg Parys).
- 2012 : Addicted, de (DJ Assad, Featuring, Craig David & Greg Parys).
- 2012 : Love 2 Party - de (Costi, Featuring, Celia).
- 2012 : Crazy4U, de (Karl Wolf).
- 2012 : Coconut Tree (Remix), (Avec Juan Magan).
- 2012 : Sun in California (Featuring, Pitbull)
- 2013 : i found a way de (Werrason).
- 2013 : Freaks (REMIX), (Avec. Nicki Minaj, French Montana).
- 2015 : Habibi (I Need Your Love). (Featuring, Shaggy, Faydee, Costi).
- 2015 : Hasta Que Salga El Sol. (Featuring, Dj Chino Farruko).
- 2015 : Baddest Girl In Town. (Featuring, Pitbull, Wisin).
- 2015 : Baddest Girl in Town (International Remix), (De Pitbull, Avec Wisin).
- 2015 : Tatuaje (Spanglish), (De. Elvis Crespo, Bachata Heightz).
- 2015 : Pretty Lady de (Dj Valdi).
- 2015 : Te Quiero Mas. (Featuring, Shaggy, Don Omar, Faydee, Costi, Farruko).
- 2015 : M.K.O.G, (Avec Matt Houston, Kevin Mengi).
- 2015 : Ole, (Avec Tsalikis).
- 2015 : Vive la vida, (Featuring, Nicole Cherry).
- 2016 : Picky(remix).(Featuring, Joey Montana, Akon).
- 2016 : Picky (RLS & 2Frenchguys Version), (Avec Joey Montana, Akon).
- 2016 : Balans. (Featuring, Alexandra Stan, Marc Mysterio).
- 2016 : Le temps passe.(Featuring, DJ Assad, Dalvin).
- 2016 : Let Me Love You. (Featuring, DJ Rebel, Shaggy).
- 2016 : Animals, (Like An Animal), (Featuring, Lin C, Joey Montana).
- 2016 : Habibi, (featuring, Natalia Gordienko).
- 2016 : Kotisa Remix, (De LDNC, Avec. Mista Silva).
- 2016 : Bottoms Up (Feat Alexandra Joner).
- 2016 : Legalize It, (Feat, Miami Rockets, Nicola Fasano, Noizy).
- 2016 : Turn Me On de (Dj Politique).
- 2016 : Kiss Kiss, (Avec. DJ R'AN feat. Big Ali).
- 2017 : Kiss Kiss Remix. (Featuring, Ardian Pujubi, DJ R'AN, Big Ali).
- 2017 : Motema, de (Papy Kero Featuring Lumino).
- 2017 : Rockonolo(Remix) (Featuring, Diamond Platnumz, Lumino, Franko).
- 2017 : Se Fue. (Featuring, Arash).
- 2017 : La vie en rose, (Avec DJ Antoine).
- 2017 : Shape Of You (Remix), (De. Ed Sheeran).
- 2018 : Kwangu Njoo - (Featuring, Vanessa Mdee).
- 2018 : Another Round. (Featuring, Nicola Fasano & Alex Guesta, Pitbull).
- 2018 : Come Closer,(Featuring, Roberto).
- 2018 : Ballans, (French Version), (Featuring, Alexandra Stan).
- 2018 : Baila, de (Aines Christian).
- 2018 : African Crew : La Magie, (Featuring. Akuma, Hanane, Jaylann).
- 2018 : Coconut Lover, (de Dogge Doggelito, avec Anthony sky).
- 2019 : Claro que si, (Avec. Juan Magán, Yasiris, Hyenas).
- 2019 : Claro Que Si (JOSE AM & LI4M Remix), (Avec. Yasiris, Juan Magan, Hyenas).
- 2019 : Tetema Remix, (Avec. Rayvanny, (Pitbull (rappeur), Jeon & Diamond Platnumz).
- 2020 : The One, (Avec. Klara Hammarström).
- 2020 : Take Back Your Life, (Avec. Duguneh, Sha).
- 2020 : Take Back Your Life (Crystal Rock & Marc Kiss Remix), (Avec. Duguneh, Crystal Rock, Sha, Marc Kiss).
- 2021 : SOS, (Avec. Lumino, Yekima, Danyka, Majoos, J. Tshimankinda, Christmas, Alesh, Demba).
- 2021 : Tayari, (Avec. Serge Ibaka, Diamond Platnumz).